# Piotr Bukartyk

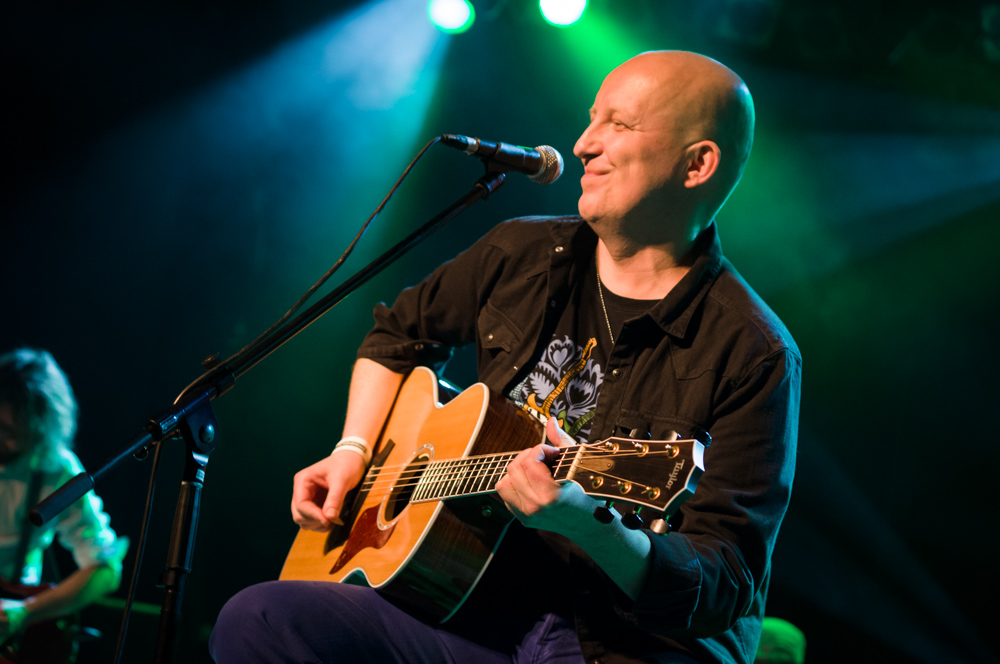
Piotr Bukartyk podczas trasy koncertowej „Kocham to co lubię” (2013)

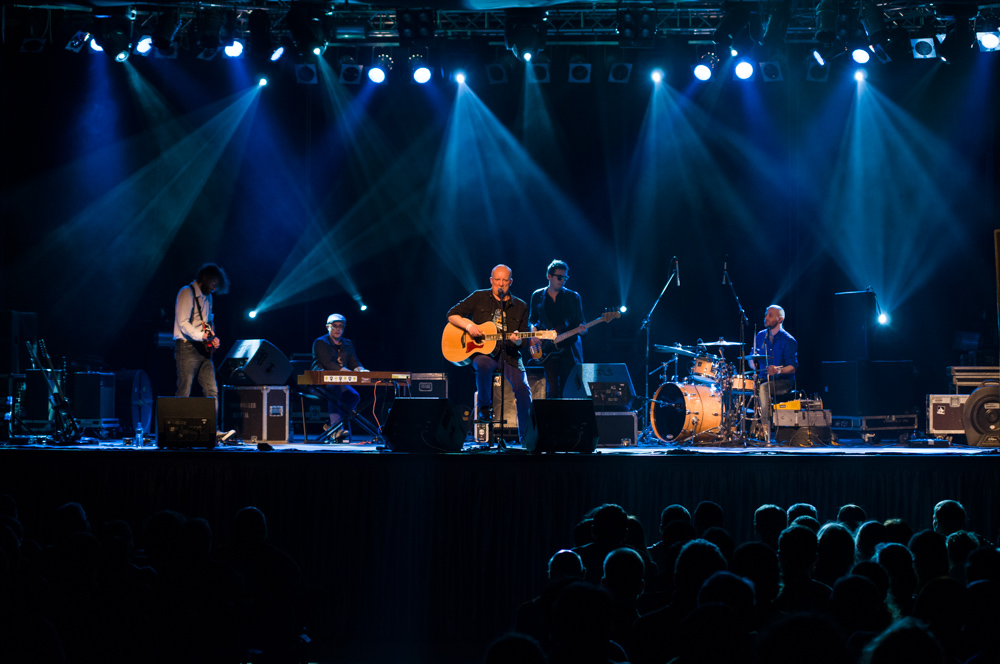
Piotr Bukartyk i Szałbydałci (2013)

Piotr Bukartyk (ur. 17 maja 1964 w Zielonej Górze) – polski autor i kompozytor piosenek, artysta kabaretowy, prezenter telewizyjny i konferansjer. Członek Akademii Fonograficznej ZPAV. Wykonawca poezji śpiewanej, z zespołem Sekcja, a obecnie Szałbydałci wykonuje utwory w konwencji rockowej.

## Kariera
Jego ojcem był działacz polityczny, samorządowy i sportowy Roman Bukartyk (1937–2020). Pochodzi z Gorzowa Wielkopolskiego. Pisać i śpiewać zaczął w szkole średniej.
W 1980 roku zaczął występować na krajowych turniejach poezji śpiewanej. W 1982 i 1983 zajął pierwsze miejsce w Olsztyńskich Spotkaniach Zamkowych. W następnych latach zdobywał kolejne nagrody, m.in. na Studenckim Festiwalu Piosenki w Krakowie (1984 i 1985) oraz Ogólnopolskich Spotkaniach Twórców i Wykonawców Piosenki Autorskiej. W latach 90. wystąpił na festiwalu w Opolu (dwukrotnie), a w 1991 roku wygrał Kabareton. W latach 1991–1997 współpracował z kabaretem Pod Egidą.
Kariera muzyczna Bukartyka początkowo skupiała się na występach solowych, podczas których akompaniował sobie na gitarze akustycznej. W trakcie koncertów w niemal całej Polsce prezentował głównie autorski materiał, m.in. utwory „Mezalians prowincjonalny”, „Ułożeni chłopcy”, „Piosenka dla Wojtka Bellona” (żaden z tych utworów nie doczekał się wydania na płycie).
Pierwszy album Piotr Bukartyk nagrał dopiero w 1997 roku, czyli niemalże dwie dekady po rozpoczęciu kariery. Album nosił tytuł „Szampańskie wersety” i został wydany przez Sony Music Entertainment Poland. Muzyka na płycie znacznie odbiegała od twórczości, z którą Bukartyk był do tej pory kojarzony – krążek zawierał 11 piosenek, będących parodiami znanych nurtów muzycznych. Album przyniósł artyście nominację do Fryderyka w kategorii dance i techno.
W 1998 roku Bukartyk rozpoczął współpracę z zespołem Sekcja. Jej efektem był wydany rok później album zatytułowany „Z głowy”. Stylistycznie oscylował on wokół dosyć tradycyjnie pojmowanego rocka, ale teksty pozostały utrzymane w konwencji pół-poważnej, co można już zaobserwować po samych tytułach kompozycji, jak „Wino proste musi być” czy „Kaszana”. Ten album nie odniósł jednak poważniejszego sukcesu i przeszedł niemal niezauważony.
Kolejną płytę „Ideały” Bukartyk nagrał w 2003 roku (premiera nastąpiła 31 stycznia 2004), a w radiowej Trójce promował ją utwór „Małgocha”. W listopadzie 2007 premierę miał album „Live, czyli 25 l wody w ustach”, który jest zapisem koncertu w studiu im. Agnieszki Osieckiej z 13 maja tego roku.
Bukartyk komponuje także utwory dla innych artystów – jego piosenki wykonywali m.in. Varius Manx, Mieczysław Szcześniak czy Andrzej Krzywy.
W karierze Piotra Bukartyka pojawia się także wątek aktorski. Od 2000 roku występował w przedstawieniu Jeździec burzy na deskach warszawskiego teatru Rampa. Bukartyk wcielił się w nim w postać Jima Morrisona .
Bukartyk udziela się także w radio. Od lipca 2007 do 2009 prowadził audycję Ładne kwiatki w Trójce. Występuje także w piątkowych audycjach Zapraszamy do Trójki. Był także stałym gościem innych, prowadzonych przez Wojciecha Manna audycji, w których wykonywał piosenki-felietony. Muzyk ma także na koncie współpracę z Telewizją Polską (kanał I), w której w latach 1992–1994 prowadził program „Powrót bardów”. W latach 1998–1999 na antenie Polsatu prowadził teleturniej Czekam na telefon. Od roku 2012 wraz z zespołem Szałbydałci występuje w programie Wojciecha Manna Kocham to, co lubię, w którym odpowiada za oprawę muzyczną i tekstową.
Od 2010 roku prowadzi na Przystanku Woodstock warsztaty muzyczne w ramach Akademii Sztuk Przepięknych. W 2017 nagrał utwór „W środku miasta” poświęcony Piotrowi Szczęsnemu.

## Dyskografia
Albumy studyjne
| Bukartyk – Szampańskie wersety                   | - Data: 15 października 1997 - Wydawca: Columbia/Sony Music | –  |
| Sekcja – Z głowy                                 | - Data: 18 października 1999 - Wydawca: Juicy Music         | –  |
| Bukartyk & Sekcja – Ideały                       | - Data: 7 lutego 2004 - Wydawca: EMI Music Poland           | –  |
| Bukartyk & Sekcja – Gabinet figur wioskowych     | - Data: 21 września 2005 - Wydawca: 3PM                     | –  |
| Z czwartku na piątek                             | - Data: 22 lutego 2010 - Wydawca: Media Solution            | 20 |
| Tak jest i już                                   | - Data: 14 maja 2012 - Wydawca: Mystic Production           | 6  |
| Kup sobie psa                                    | - Data: 28 listopada 2014 - Wydawca: Mystic Production      | 15 |
| O zgubnym wpływie wyższych uczuć                 | - Data: 7 kwietnia 2017 - Wydawca: Mystic Production        | 23 |
| Ja, wolny człowiek (Z czwartku na piątek Vol. 2) | - Data: 8 grudnia 2017 - Wydawca: Mystic Production         | 35 |
| Być może to wszystko                             | - Data: 6 listopada 2020 - Wydawca: Mystic Production       | 9  |
| „–” album nie był notowany.                      |                                                             |    |

Albumy koncertowe
| Tytuł                                    | Dane dot. albumu                                   |
| ---------------------------------------- | -------------------------------------------------- |
| Piotr Bukartyk Live – 25 l wody w ustach | - Data: 12 listopada 2007 - Wydawca: Polskie Radio |

Notowane utwory
| Tytuł                                               | Rok  | Pozycja na liście | Album                            |
| Tytuł                                               | Rok  | LP3               | Album                            |
| --------------------------------------------------- | ---- | ----------------- | -------------------------------- |
| „Małgocha”                                          | 2002 | 34                | Ideały                           |
| „Kobiety jak te kwiaty”                             | 2008 | 49                | Z czwartku na piątek             |
| „W życiu liczy się porządek”                        | 2009 | 31                | Z czwartku na piątek             |
| „Przygoda z karłem”                                 | 2009 | 48                | Z czwartku na piątek             |
| „Niestety trzeba mieć ambicję”                      | 2009 | 14                | Z czwartku na piątek             |
| „W Warszawie sen o sławie”                          | 2010 | 32                | Z czwartku na piątek             |
| „Nie mówię kto”                                     | 2012 | 16                | Tak jest i już                   |
| „Piosenka z praniem w tle” (oraz Katarzyna Groniec) | 2012 | 4                 | Tak jest i już                   |
| „Siódma rano w sklepie”                             | 2012 | 23                | Tak jest i już                   |
| „Kup sobie psa”                                     | 2014 | 3                 | Kup sobie psa                    |
| „Serce na patyku”                                   | 2014 | 5                 | Kup sobie psa                    |
| „Piasku ziarenka”                                   | 2014 | 24                | Kup sobie psa                    |
| „Prosto w nos” (oraz Magda Umer i Artur Andrus)     | 2016 | 12                |                                  |
| „O przyjaźni”                                       | 2017 | 4                 | O zgubnym wpływie wyższych uczuć |
| „Leje wieje”                                        | 2017 | 5                 | O zgubnym wpływie wyższych uczuć |

## Wideografia
| Tytuł                     | Dane dot. albumu                                                |
| ------------------------- | --------------------------------------------------------------- |
| Przystanek Woodstock 2012 | - Data: 5 sierpnia 2013 - Wydawca: Złoty Melon - Format: CD+DVD |

## Nagrody i wyróżnienia
| Rok  | Kategoria                   | Tytułem             | Nagroda        | Nota      | Źródło |
| ---- | --------------------------- | ------------------- | -------------- | --------- | ------ |
| 1997 | Album roku – dance & techno | Szampańskie wersety | Fryderyki 1997 | Nominacja | [ 18 ] |